# Heby slott
Heby är en slottsliknande herrgård och tidigare säteri samt fideikommiss i Gåsinge och Dillnäs socknar i Gnesta kommun, Södermanlands län. Huvudbyggnaden ligger ungefär elva kilometer norr om Gnesta. Nuvarande anläggning uppfördes 1778 för Sven Liljencrantz efter ritningar av arkitekt Erik Palmstedt. Gårdens huvudbebyggelse inklusive gårdstomten är sedan 1982 ett enskilt lagskyddat byggnadsminne.

## Historik

Hebys ägor 1757 (norr är till vänster).

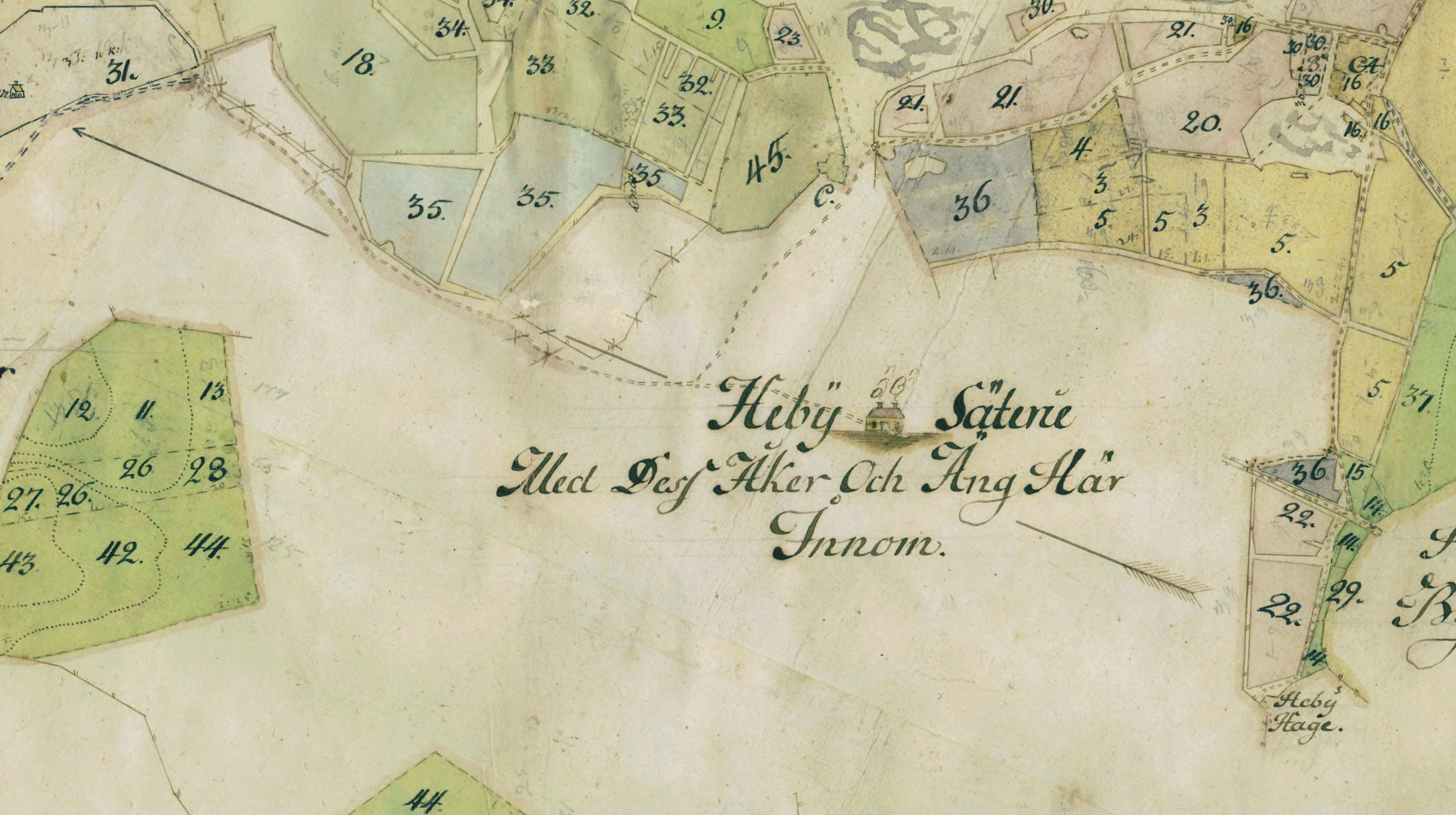
Den gamla huvudbyggnaden 1757.

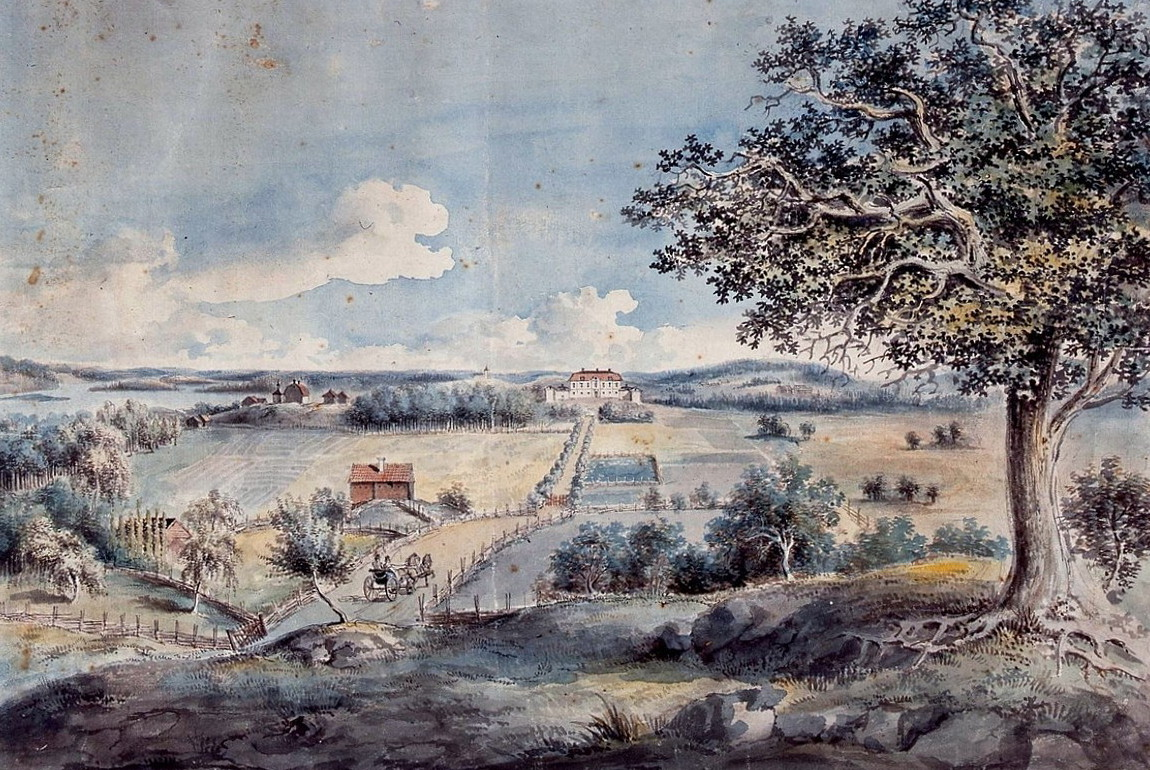
Heby från norr, akvarell av Per Nordquist omkring år 1800.

Heby omnämns i skrift redan 1362 som innan bådum Hedabyum och 1366 talas det om ”i öfra Hedeby”. Hedby Ytterby ägdes av Strängnäs domkyrka 1435 och indrogs till kronan i samband med reformationen. Hebys historia är fram till 1700-talets mitt oöversiktlig. Egendomen donerades 1630 till Alexander Leslie och 1659 till Gustaf Horns änka, Sigrid Bielke. Det första säteriet bildades på 1650-talet av ryttmästaren Johan Kaulbars (1621-1692), adlad von Kaulbars 1653, som fått gården av sin svärfar underståthållaren Reinhold Govert Leuhusen (1601-1655).
På 1680-talet fick Johan von Kaulbars efter långvariga processer avstå Heby till sin svärmors svåger greve Robert Lichton (1631-1692) mot gods i Finland. Gården reducerades men Lichton fick behålla den under sin livstid. Minskat genom ytterligare reduktioner, ägdes Heby under den följande tiden av bland andra överste friherren G. von Knorring och såldes 1698 till löjtnant Henrik Scheffer adlad Heerdhielm (1655-1712). Hans änka Maria Grubb (1666-1735) lyckades genom byten med kronan att återfå sätesfriheten. 
År 1772 förvärvades Hedby tillsammans med gårdarna Ytterby och Ella av landshövdingen friherre Sven Liljencrantz. Han gjorde 1776 Hedeby till fideikommiss tillsammans med den av honom ägda gården Hässelbyholm i Fogdö socken. Han lät även uppföra nuvarande bebyggelse och avled år 1797. Gården ärvdes av sonen Johan Ludvig, som dock avled ogift redan året därpå. Heby gick då genom lottning till majoren Axel Ludvig Liljencrantz. Han var andre sonen till Sven Liljencrantz bror, Johan Liljencrantz, Gustav III:s finansminister. Vid Axel Ludvigs död 1861 kom gården till hans brorson, Gustaf Fredrik Liljencrantz, landshövding i Stockholms län mellan 1849 och 1867. Nästa ägare var dennes son, greve Wilhelm Samuel Magnus Liljencrantz (1828-1909).
En del mindre gårdar i Dillnäs och Kattnäs socknar, som tillhört fideikommisset, blev i början av 1900-talet frånsålda. År 1909 gick fideikommisset ur släkten Liljencrantz, då det tillföll underlöjtnanten Wilhelm Samuel Magnus Liljencrantz dotter Mathilda Cecilia Charlotta Eugenia, som 1881 ingått gifte med domprosten Carl Adolf August von Engeström. Det var dennes sonson, lantmästare Lars von Engeström (född 1932), som avvecklade fideikommisset 2012 då godset bjöds ut till försäljning. Ägare är i dag (2022) Anna och Henrik Löfgren som 2013 förvärvat gården från Lars von Engeström.

### Bebyggelsen

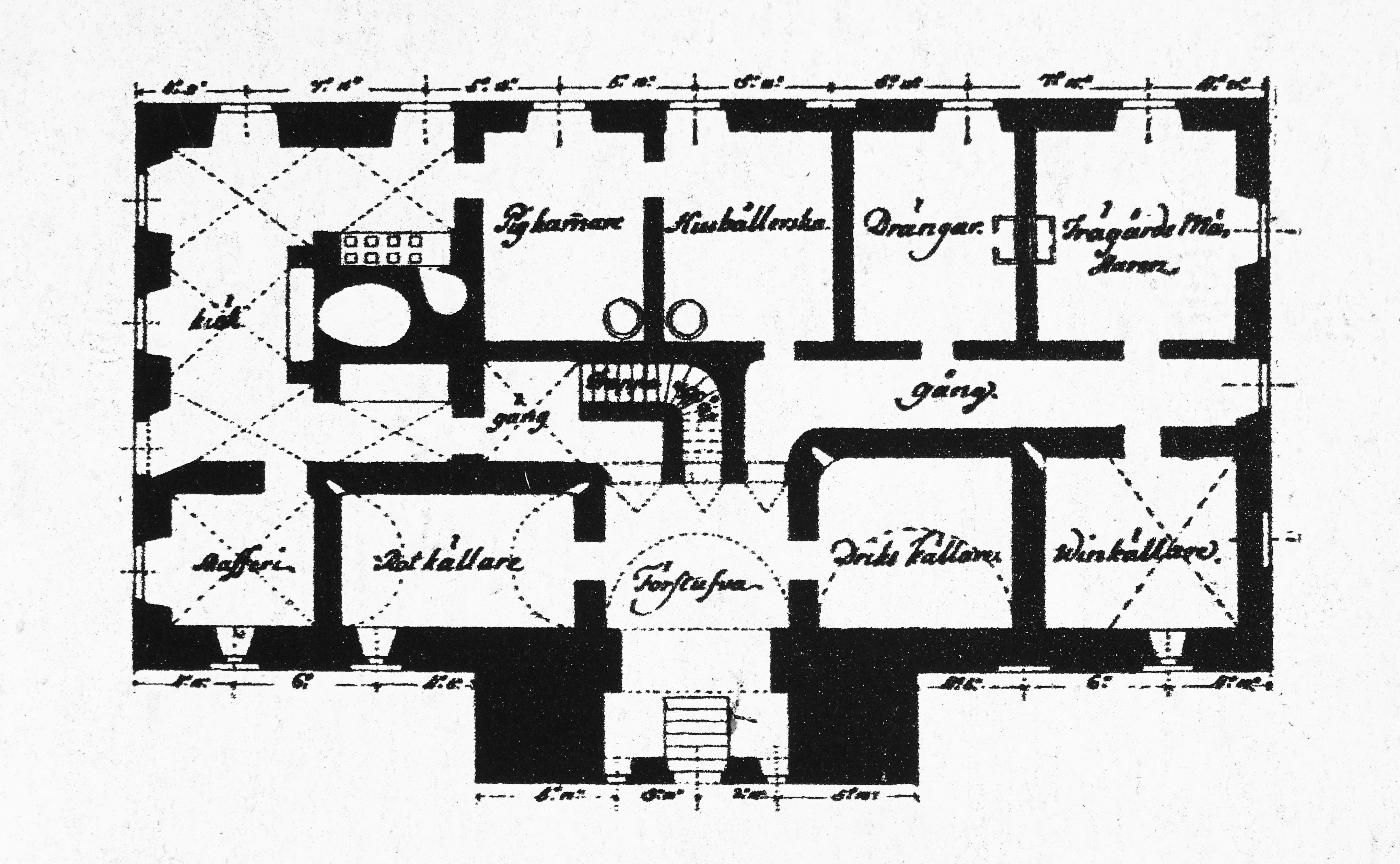
Planritning över bottenvåningen, 1778.

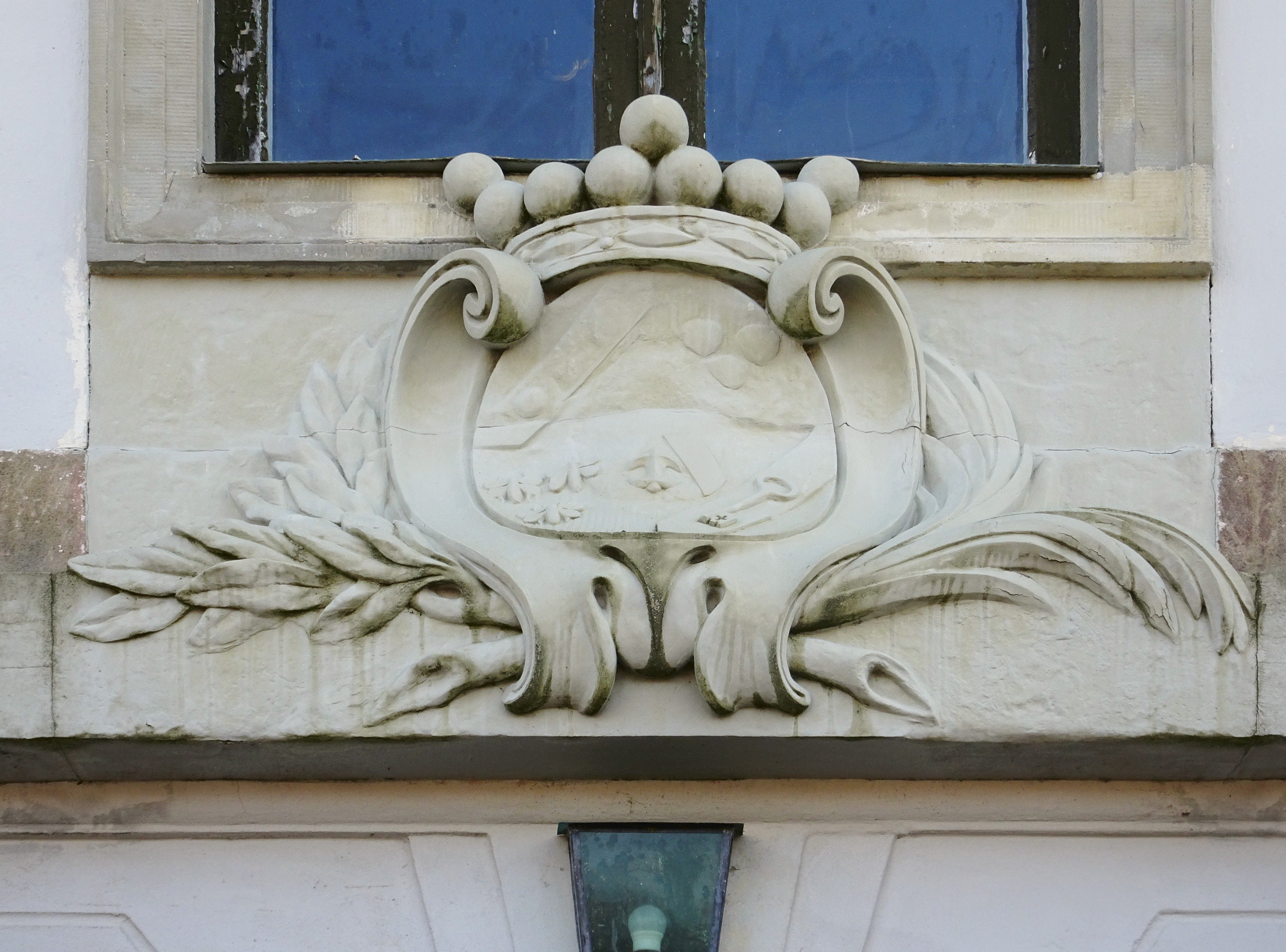
Det Liljencrantzka vapen över portalen.

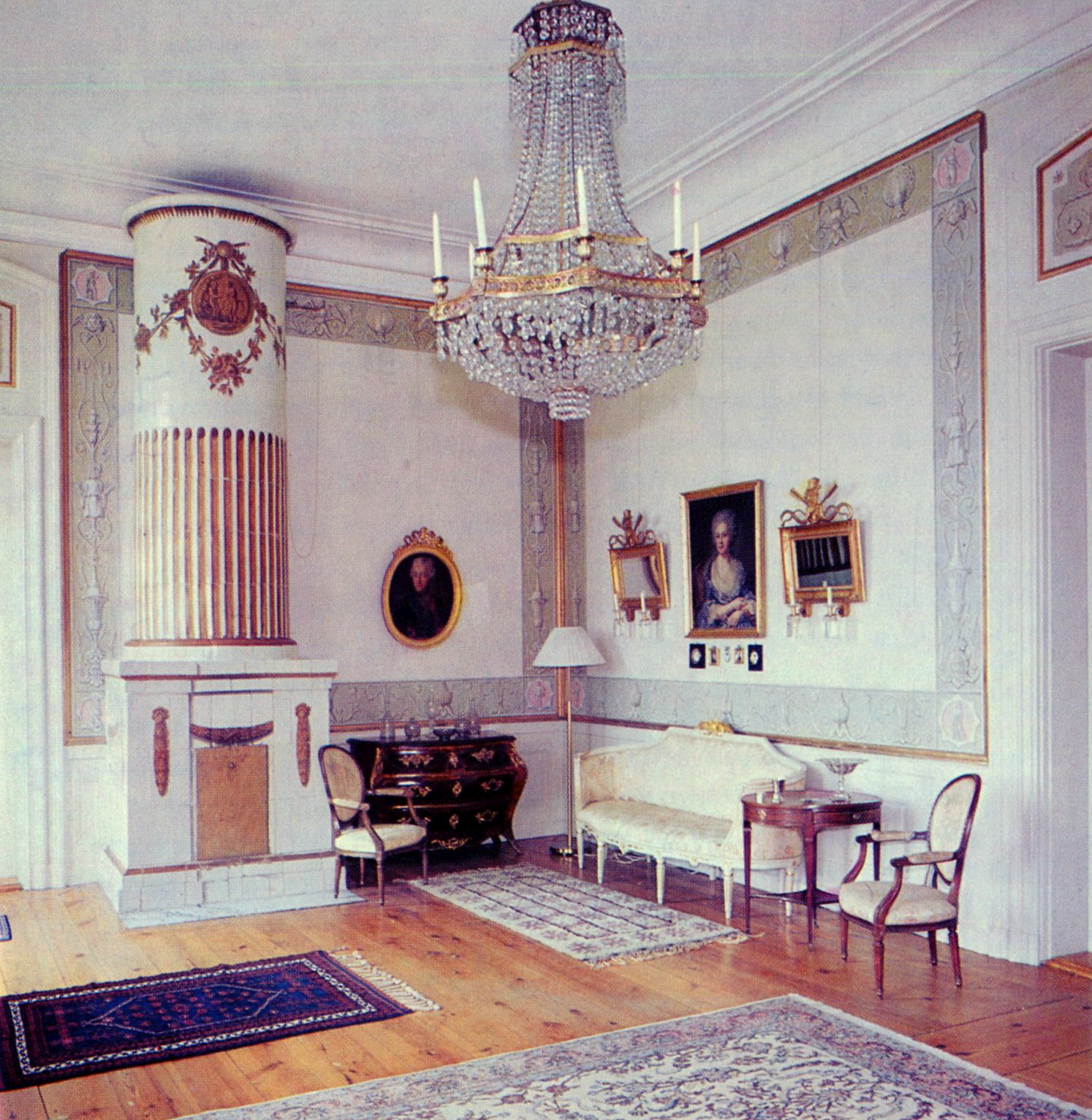
Salongen med kolonnkakelugnen, 1967.

Huvudbyggnaden och flyglar är uppförda omkring 1780 när Sven Liljencrantz ägde gården. Han anlitade den då välkände arkitekten Erik Palmstedt att gestalta den nya sätesgården. Hans ritningar daterades i januari 1778 och finns bevarade på Heby. Palmstedt ritade en vacker, välproportionerad anläggning i gustaviansk stil. Bebyggelsen ligger i slutet av en cirka 1 000 meter lång, rak allé som norrifrån leder till gården. 
Corps de logi utgörs av en putsad tegelbyggnad med en längd av sju fönsteraxlar i två våningar under ett valmat och brutet sadeltak. Övervåningen är paradvåningen som utåt illustreras av sina höga fönster. Nedersta våningen markerades som en slags sockel i kraftig putsrusticering och avvikande grå kulör.
Entrésidan vänder sig mot norr, här dominerar fasadens framträdande mittparti med entréportal och en konsolburen överliggare som visar det Liljencrantzka vapen huggen i sandsten. Arrangemanget kröns av en attika med en klocka. Själva portalen med sina snidade dörrblad är i originalskick och utförda i rokoko. Mot sydsidan accentueras fasaden av en tre fönsteraxlar bred och tre våningar hög frontespis som kröns av en fronton med ett cirkulärt fönster, ett så kallat oxöga.
Mangården flankeras i norr av två fristående, vinkelbyggda flyglar i en våning och exteriört liknande huvudbyggnaden. På Palmstedts ritningar var de tänkta som två kubiska paviljonger med lägre byggnader framför. Huvudbyggnaden sammanlänkades med flyglarna genom fyrkantklippta trädrader, ett utförande som Palmstedt avstyrkte men ändå realiserades.

### Interiör
I byggnadens inre finns mycket av den gamla fasta inredningen bevarat. Den helt välvda bottenvåningen innehöll ursprungligen kök, skafferi, rotkällare, drickakällare, vinkällare, rum för pigor, hushållerska, drängar och trädgårdsmästare. Köket fick vid senaste renovering 2018 sin ursprungliga funktion tillbaka.
Den högre paradvåningen upptar åt gårdssidan sal och kamrar och åt trädgårdssidan den omfattande rumsfilen bestående av förmak, sängkammare, kabinett och gästrum. I interiören märks bland annat på väv målade tapeter, vackra dörröverstycken och fyra kakelugnar från Mariebergs porslinsfabrik, bland dem en rik smyckat kolonnkakelugn. Kakelugnar av denna typ finns på Sturehovs slott och Hässelbyholm. Anledningen är att Liljencrantz tillsammans med sin bror Johan Liljencrantz var delägare i Mariebergsfabriken. Heby räknas sedan 1982 som byggnadsminne och renoverades 1995 och ytterligare en gång 2018 av sina nya ägare.

### Verksamhet
Godset breder ut sina ägor mellan sjön Klämmingen och Nyckelsjön. Fideikommissets areal uppgick 1974 till 558 hektar, varav 176 hektar åkermark. I dag (2022) omfattar egendomen 580 hektar mark varav 185 hektar åkerjord. På gården bedrivs skogs- och jordbruk, jakt samt uthyrning och förvaltning av egna bostäder. Skogsbruk är den huvudsakliga inkomstkällan.

## Ur ägarelängden
- 1430-talet - Kyrkan
- 1630 - Alexander Leslie
- 1650-talet - Johan von Kaulbars
- 1680-talet - Robert Lichton
- 1698 - Henrik Scheffer adlad Heerdhielm
- 1712 - Maria Grubbe
- 1772 - Sven Liljencrantz
- 1797 - Johan Ludvig Liljencrantz
- 1798 - Axel Ludvig Liljencrantz
- 1861 - Gustaf Fredrik Liljencrantz
- 1869 - Wilhelm Samuel Magnus Liljencrantz
- 1909 - Mathilda Cecilia Charlotta Eugenia Liljencrantz
- 1943 - Johan Sigfrid Wilhelm von Engeström (den förres son)
- 1961 - Lars Gustaf Wilhelm von Engeström
- 2013 - Anna och Henrik Löfgren

## Nutida bilder

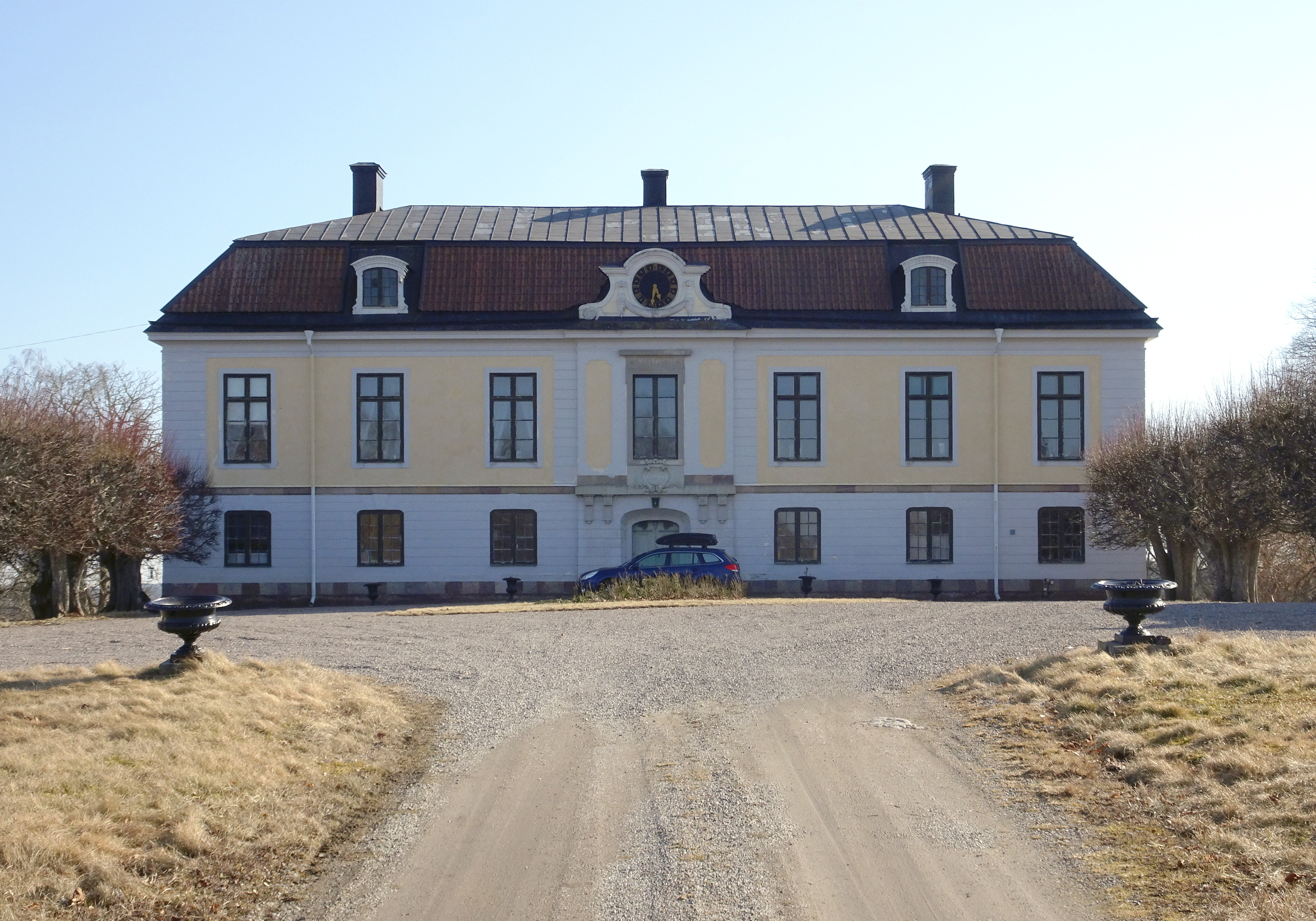
Huvudbyggnaden från norr.
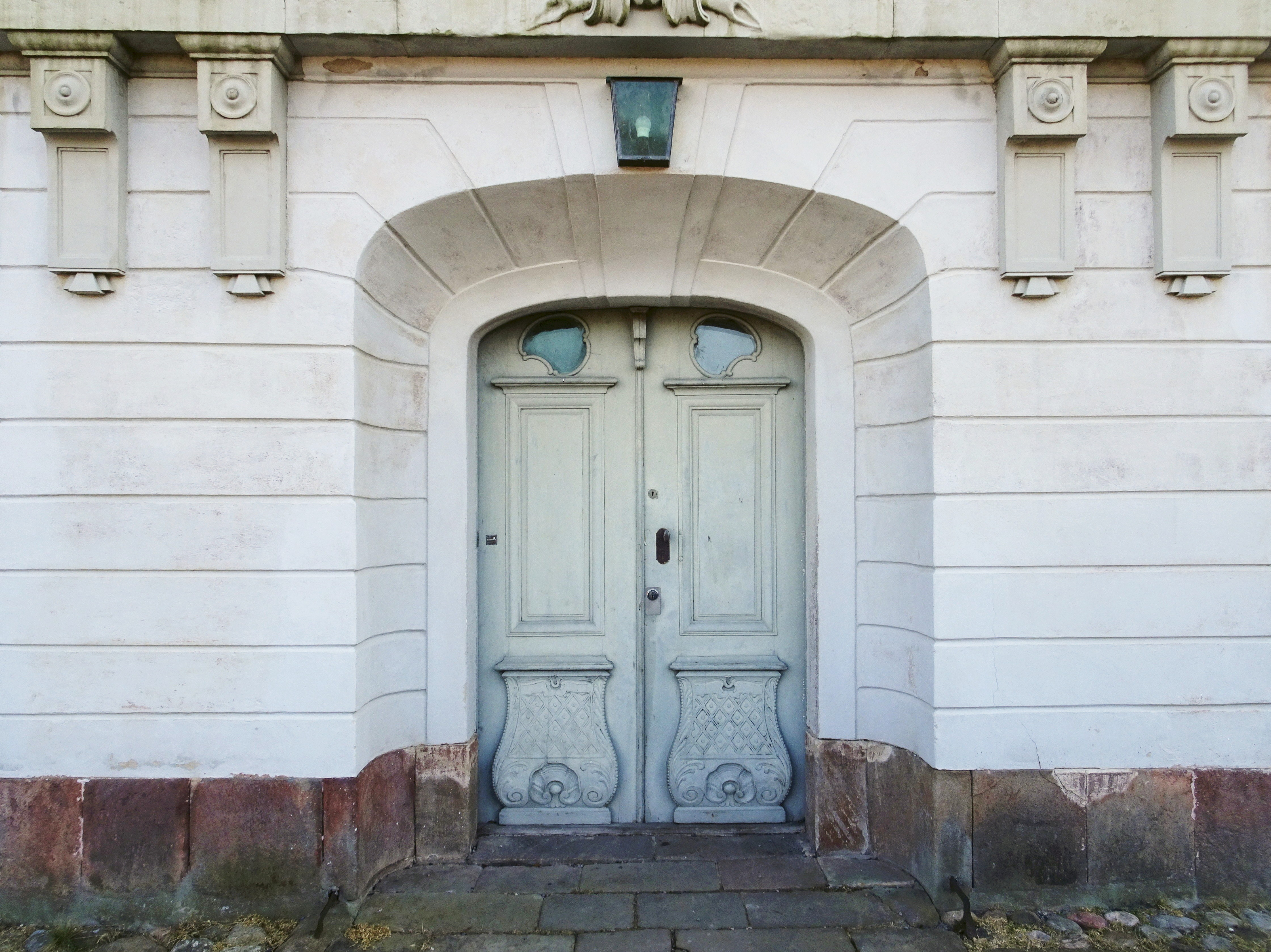
Huvudportalen.
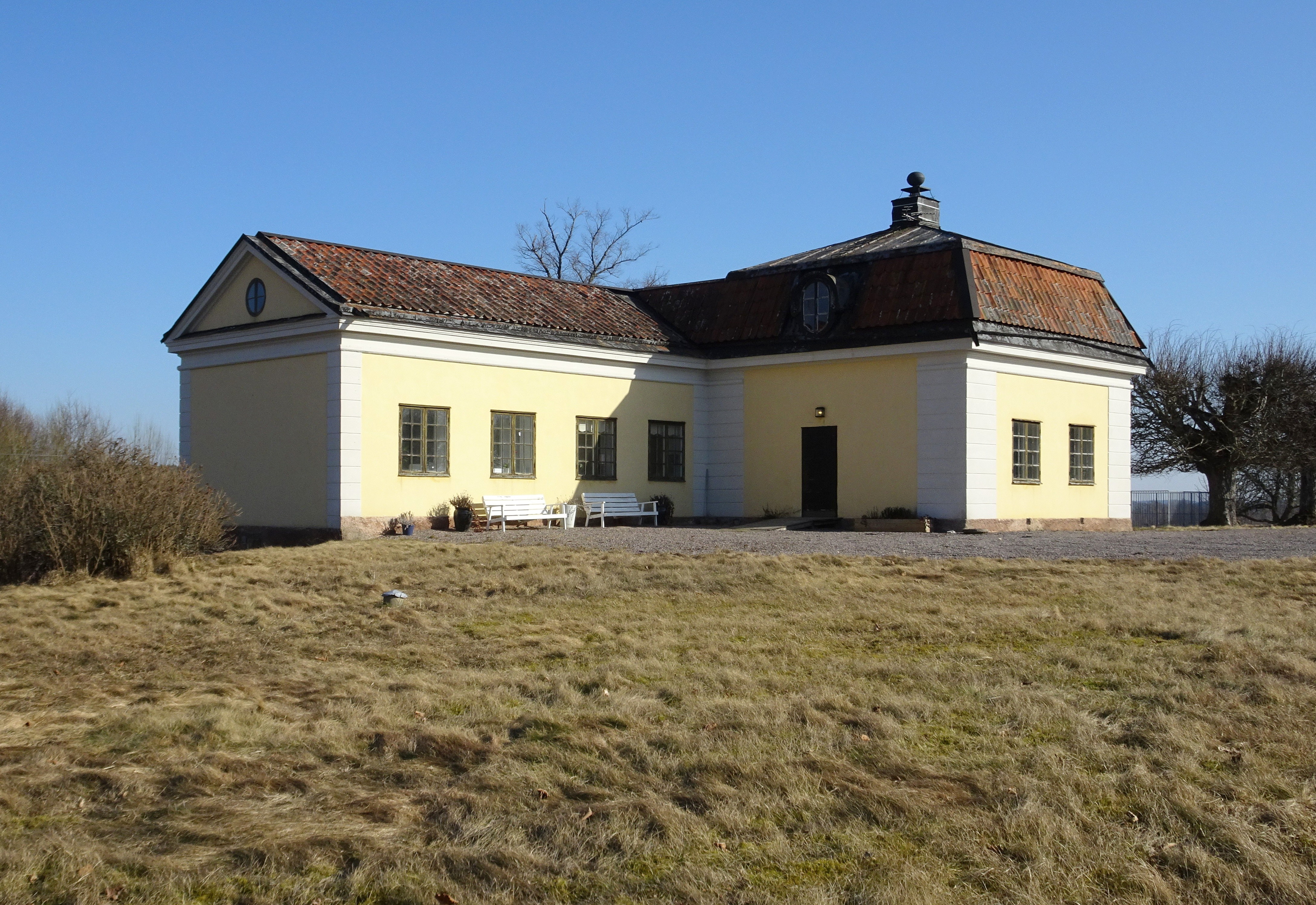
Östra flygeln från söder.
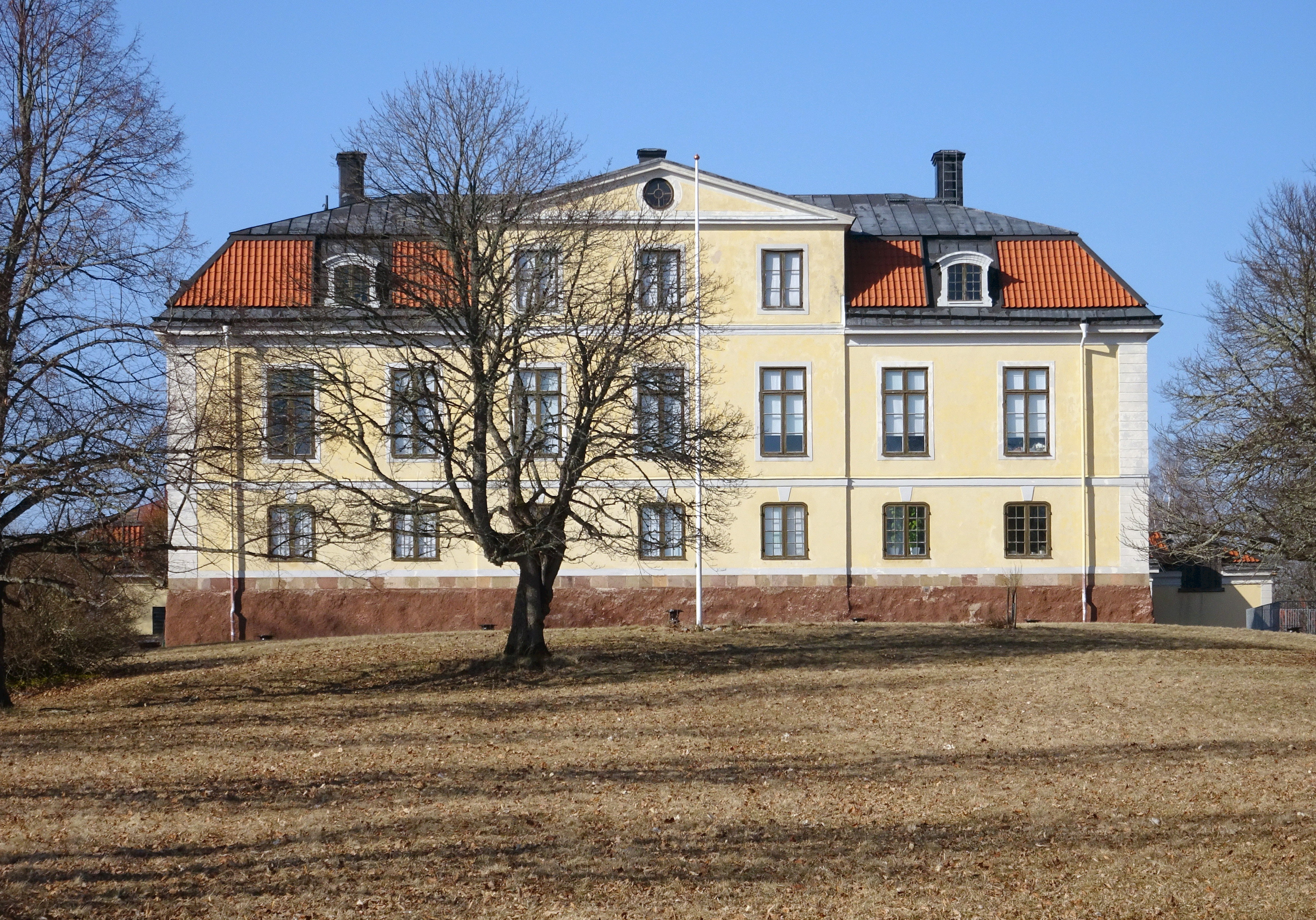
Huvudbyggnaden från söder.